# Iván García Solís
Iván García Solís (Ciudad de México, Distrito Federal, 19 de julio de 1936) es un político y maestro mexicano, Miembro del Partido de la Revolución Democrática. Fue diputado federal de la LIX Legislatura en representación del VII Distrito Electoral Federal del Distrito Federal.

## Trayectoria
Participó en el movimiento magisterial de 1958. Ha sido secretario de Planeación Educativa del Comité Nacional del Sindicato Nacional de Trabajadores de la Educación, miembro de los comités ejecutivos del Partido Comunista Mexicano y del Partido Socialista Unificado de México; consejero nacional del Partido Mexicano Socialista y del PRD; y subdirector del Instituto Nacional de Formación Política del PRD. 
Ha ocupado los cargos de subdelegado jurídico y de Gobierno, y jefe delegacional en Venustiano Carranza. Entre sus actividades legislativas, destaca haber sido diputado federal del PSUM en la LII Legislatura y representante ante la I Legislatura de la Asamblea Legislativa del Distrito Federal por el PRD. Fue director de los semanarios Oposición y Así es, y de las ediciones de Cultura Popular. 

## Libros
- La reforma educativa.

| Predecesor: Ramón Sosamontes | Delegado de Venustiano Carranza, Distrito Federal (1999 - 2000) | Sucesor: Guadalupe Morales |

- Datos: Q5923454